# Spar Österreichische Warenhandels-AG
Die Spar Österreichische Warenhandels-AG (Markenname: SPAR Österreich-Gruppe, kurz Spar Österreich oder Spar AG) ist ein österreichisches Handelsunternehmen mit Sitz im Salzburger Stadtteil Taxham. Es ist in den Märkten Österreich, Italien, Slowenien, Ungarn und Kroatien tätig. Das Unternehmen ist neben der zur Rewe Group gehörenden Rewe International AG das größte österreichische Handelsunternehmen und seit 2020 Marktführer im österreichischen Lebensmitteleinzelhandel.
1954 wurde SPAR Österreich von Lebensmittelgroßhändler Hans F. Reisch in Tirol mit 100 selbstständigen Kaufleuten gegründet.
SPAR Österreich ist ein zu 100 Prozent privates österreichisches Familienunternehmen und unabhängig von Spar International. Die Anteile der Spar Österreich halten noch immer zum größten Teil jene Familien, die bei der Gründung der Spar AG ihre Betriebe in das Unternehmen eingebracht haben.
Der Vorstand setzt sich aus Hans K. Reisch (Vorstandsvorsitzender), Paul Klotz (Vorstand Lebensmittelhandel international), Marcus Wild (Vorstand Immobilien und neue Geschäfte (Innovationen)) und Markus Kaser (Vorstand Marketing, Einkauf und IT) zusammen.

## Kennzahlen
Die Spar-Österreich-Gruppe ist mit rund 1.557 Standorten (Spar, Eurospar, Interspar und Maximarkt) in ganz Österreich vertreten (Stand: 31. Dezember 2024). Rund die Hälfte der Spar-Supermärkte, einige Eurospar-Märkte und die Spar-express-Tankstellenshops werden von selbstständigen Kaufleuten geführt, die ihre Waren über den Spar-Großhandel beziehen.
Insgesamt betrieb die Spar-Österreich-Gruppe im Jahr 2024 im In- und Ausland 3.307 Standorte, davon etwa 230 im Sportfachhandel. Hinzu kommen 31 Einkaufszentren. Dabei waren rund 93.998 Mitarbeitern im In- und Ausland bei Spar Österreich beschäftigt. Der Konzern ist mit fast 52.000 Mitarbeitern Österreichs größter privater Arbeitgeber (2024) und der größte private Lehrlingsausbilder (2024: 2.840 Lehrlinge und 24 verschiedene Lehrberufe). Im Lebensmitteleinzelhandel hält Spar in Österreich 2024 einen Marktanteil von 36,90 % und ist damit Marktführer vor der Rewe International AG.

## Eigentümerstruktur
Die Spar Österreich-Gruppe ist das einzige österreichweit tätige Lebensmittelhandelsunternehmen, das zu 100 Prozent in österreichischem Besitz ist. Die Anteile befinden sich zu 93 % im Besitz der Gründerfamilien Reisch, Drexel und Poppmeier, deren Handelsunternehmen sich 1970 zur heutigen Spar Österreichische Warenhandels-AG zusammenschlossen. 7 % sind im Besitz von Kaufleuten, die nach 1970 beigetreten sind.

## Geschichte
Spar ist der weltweit größte freiwillige Zusammenschluss von Händlern zu einer Handelskette (44 Länder und über 12.500 SPAR-Märkten), die unter gleichem Namen und mit einheitlichem Logo auftreten, rechtlich jedoch eigenständige Gesellschaften sind.
Die positive Entwicklung der Spar in den Niederlanden, in Belgien, Deutschland und Dänemark veranlasste den Kufsteiner Großhändler Hans F. Reisch, eine Organisation nach diesem Vorbild auch in Österreich zu installieren.
Im Herbst des Jahres 1954 wurde die Handelsvereinigung SPAR Tirol/Pinzgau, die aus seinem Unternehmen Andreas Hofer KG und dessen Kundenkreis hervorging, gegründet. Es schlossen sich zu dieser Zeit etwa 100 selbstständige Kaufleute zusammen.
Damit war die Basis für eine nationale Handelskette geschaffen. Schon ab dem Jahr 1959 war Spar flächendeckend in Österreich tätig.
In den 1960er-Jahren wurde die Professionalisierung des Groß- und Einzelhandels vorangetrieben. Spar Österreich rationalisierte zum Beispiel den Lebensmittelhandel durch Einsatz von Rollbehältern beim Transport der Ware, der Einführung eines Bestellordersatzes oder die Installierung eines computergesteuerten Fakturierungssystems.
Aber nicht nur Erleichterungen in der Arbeit der Kaufleute bildeten Schwerpunkte, auch auf der Kundenseite gab es Änderungen: Spar Österreich gehörte zu den ersten, die auf Selbstbedienung setzten und die Geschäfte darauf ausrichteten. Der Einsatz von wirksamen Marketing-Methoden und -Konzepten und Investitionen in moderne Logistik hielten das Unternehmen auf Erfolgskurs.
Die Gründung der Spar Österreichische Warenhandels-AG durch den Zusammenschluss aller damals bestehenden Spar-Großhändler war 1970 ein weiterer Meilenstein in der Geschichte. Der Hauptsitz wurde von Wien nach Salzburg-Taxham verlegt und der Aufbau einer Filialorganisation begann. Die Interspar GmbH wurde als Tochter der Spar Österreich gegründet. Sie betreibt die Interspar-Hypermärkte und Gastronomie sowie die Maximärkte und drei Onlineshops in Österreich.
In den 1980er-Jahren folgte der systematische Ausbau der Interspar-Hypermärkte zu kleinen Einkaufszentren. Diese bildete die Grundlage für die Entwicklung der großen Shopping-Center, die von SPAR European Shopping Centers (SES) betrieben werden.
Im Jahre 1990 wurde die Schwestergesellschaft ASPIAG (Austria SPAR International AG) gegründet, die heute ihren Sitz in Widnau in der Schweiz hat. Unter ihrer Beteiligung und fachlichen Führung entstanden in Italien, Slowenien, Ungarn, Tschechien und Kroatien eigene SPAR-Landesorganisationen.
In den 2000er-Jahren konnte durch eine klare Strategie und eine Modernisierungsoffensive starkes Wachstum im In- und Ausland erzielt werden: Meinl und Maximarkt wurden im Inland, in Italien EPAM sowie Pellicano, in Ungarn Billa, Kaiser's und Plus übernommen. Der Markteintritt in Kroatien mit der Übernahme von vier Ipercoop-Standorten ermöglichte weiteres Wachstum. Mit der Gründung der SES Spar European Shopping Centers GmbH wurde die Marktführerschaft im Bereich Einkaufszentren in Österreich und Slowenien erreicht.
In den 2010er-Jahren wuchs die Spar-Österreich-Gruppe weiter und expandierte u. a. durch die Übernahme von Zielpunkt-Standorten und allen Billa-Märkten in Kroatien. Mittlerweile ist die Spar-Österreich-Gruppe ein mitteleuropäischer Handelskonzern und seit 2020 Marktführer im Lebensmittelhandel in Österreich.

## Geschäftstypen im Lebensmittelhandel
Bei Spar Österreich sind Märkte im Lebensmittelhandel in verschiedene Geschäftstypen eingeteilt, die sich nach Größe und Sortiment unterscheiden.
Spar express TankstellenshopsSpar express Tankstellenshops bieten auf 80 m2 Verkaufsfläche an sieben Tagen pro Woche Lebensmittel zu Supermarktpreisen. Angeboten werden 2.000 bis 2.500 Artikel.
Despar ExpressDiesen Geschäftstyp gibt es nur in Italien. Er ähnelt den Tankstellenshops in Angebot und Ladengröße, wurde aber nicht für Tankstellen, sondern Hochfrequenzlagen, wie z. B. Bahnhöfe, entwickelt.
Spar-SupermärkteSpar-Supermärkte sind vorwiegend als klassische Nahversorger eingerichtet und bieten auf einer Verkaufsfläche von bis zu 1.000 m2 ca. 8.000 Artikel. Sie verfügen über einen großen Frischebereich mit Feinkost-Bedientheken.
Despar-SupermärkteDespar-Supermärkte sind als vollsortierte Nahversorger das italienische Pendant zu den Spar-Supermärkten.
Spar-Gourmet-MärkteDie etwa 50 Spar-Gourmet-Märkte sind eine Sonderform der Spar-Supermärkte. In Wien, Niederösterreich und dem Burgenland angesiedelt bieten sie ein breiteres Angebot an Lebensmitteln mit dem Schwerpunkt Feinkost. Sie gingen aus Filialen der Julius Meinl AG hervor, die 2000 von Spar übernommen wurden.
Spar City-MärkteDie Sonderform der Spar-Supermärkte wurde speziell für städtische Hochfrequenzlagen entwickelt. Die an die Bedürfnisse von urbaner Kundschaft angepassten Märkte gibt es in Kroatien, Slowenien und Ungarn.
Eurospar-MärkteEurospar-Märkte mit einem breiteren Produktangebot (12.000 bis 18.000 Artikel) vor allem auch im Non-Food-Bereich haben Größen von etwa 1.000 m2 bis 2.000 m2.
Interspar-HypermärkteDie von der gleichnamigen 100%igen Tochterfirma betriebenen Interspar-Hypermärkte bieten bis zu 50.000 Artikel (knapp die Hälfte davon Lebensmittel) auf etwa 2.500 m2 bis 5.000 m2. An den meisten der über 75 Interspar-Standorte (inkl. Maximarkt) ist auch ein Selbstbedienungs-Restaurant (Interspar- oder maxi.-Restaurant) angeschlossen.
MaximärkteDie Maximarkt-Handels-Gesellschaft mbH, eine Tochter der Interspar mit Sitz in Linz, betreibt sieben Märkte mit einer Fläche von 3.000 m2 bis 5.000 m2 in den Bundesländern Salzburg und Oberösterreich.

## Internetauftritte
Neben den Unternehmensseiten der Vertriebsschienen, auf denen Informationen über das jeweilige Unternehmen zu finden sind (z. B. spar.at, interspar.at), betreibt Interspar mit der Interspar weinwelt, dem Onlineshop für Haushalt und Freizeit und dem Onlineshop für Lebensmittel drei Onlineshops.

## Standorte
Die Hauptzentrale des Spar-Konzerns sowie des Tochterunternehmens Interspar befindet sich im Salzburger Stadtteil Taxham. Von diesem Standort aus werden alle wichtigen strategischen Unternehmensentscheidungen getroffen. Die Verwaltung und Belieferung der Filialen in den österreichischen Bundesländern erfolgt über die Lager in den sechs Zweigniederlassungen (Regionalzentralen) in Dornbirn, Wörgl, Marchtrenk, St. Pölten, Graz und Maria Saal. Auch das regional abgestimmte Marketing, die Belieferung der Märkte und der Betrieb des Tann-Fleischwerkes liegen in der Verantwortung der jeweiligen Niederlassung.
In Wels befindet sich ein Zentrallager, das die Zweigniederlassungen vor allem mit langsamdrehenden Produkten versorgt. Mit dem Logistikzentrum in niederösterreichischen Ebergassing betreibt Spar in Österreich acht Lebensmittellager.
Die Spar ICS (Spar Business Services, Information and Communication Services), die IT-Gesellschaft der Spar-Österreich Gruppe mit Hauptsitz in Salzburg, ist für alle IT-Belange der Unternehmensbereiche Lebensmittelhandel (Spar), Sportfachhandel (Hervis) und Shopping-Center (SES) zuständig. Neben dem Hauptsitz in Salzburg befinden sich Standorte in Wien, Wernberg (Kärnten), Mestrino (Provinz Padua in Italien), Bicske (Ungarn), Ljubljana (Slowenien) und Zagreb (Kroatien). Insgesamt beschäftigt die Spar-ICS rund 700 IT-Mitarbeitende.

## Inlandsbeteiligungen und Tochtergesellschaften
Zur Spar-Österreich-Gruppe gehören Beteiligungen an:
- SPAR Österreichische Warenhandels-AG (100 %; Einzelhandel; Bruttoumsatz 2024: 10,38 Mrd. Euro)
- Austria SPAR International AG (ASPIAG) (100 %; Einzelhandel; Bruttoumsatz 2023: 8,07 Mrd. Euro)
- Hervis GmbH (100 %; Sportartikelhandel; Bruttoumsatz 2024: 0,49 Mrd. Euro)
- SES Spar European Shopping Centers GmbH (100 %; Immobilienverwaltungsgesellschaft, 2024: 3,54 Mrd. Euro)
- Interspar GmbH (100 %)
- Maximarkt Handelsges.m.b.H. (100 %)
- Spar ICS - Spar Business Services, Information and Communication Services (100 %)
- Spar Finanz Bank AG (50 %)
- dm drogeriemärkte Österreich (32 %)
- Metro Österreich (27 %)

## Einkaufszentren
Die Spar Österreichische Warenhandels-AG ist mit ihrer Tochtergesellschaft, der SPAR European Shopping Centers, einer der größten Betreiber und Entwickler von Einkaufszentren in Österreich. Sie entwickelt und betreibt  Shopping-Destinationen in sechs Ländern: Ob Nahversorgungs- und Stadtteilcenter, multifunktionale Innenstadtquartiere, überregionale Shopping-Magneten oder eine gemanagte Einkaufsstraße.

## Auslandsbeteiligungen
Im benachbarten Ausland ist Spar über die Austria Spar International AG (Aspiag), welche ihren Sitz im schweizerischen Widnau hat, vertreten:
- Norditalien
- Slowenien
- Ungarn
- Kroatien

Die über 1.500 Auslandsstandorte beschäftigen mehr als 38.000 Mitarbeitende.

## Produktionsbetriebe
Regio RöstereiDie seit 1958 bestehende Kaffeerösterei und Teeabpackung befindet sich in Marchtrenk. Jährlich verlassen über 3.500 Tonnen Kaffee und 130 Millionen Teeaufgussbeutel die Spar-eigene Kaffeerösterei.
Tann Fleisch- und WurstwarenTann ist Österreichs größter Fleischverarbeiter und Wurstproduzent mit Werken in Dornbirn, Wörgl, Marchtrenk, St. Pölten, Graz und Wernberg. Diese versorgen die Frischfleisch-Abteilungen in Spar-, Spar-Gourmet-, Eurospar- und Interspar-Märkten mit österreichischem Rind- und Schweinefleisch, das mit dem AMA-Gütesiegel ausgezeichnet ist.
Weingut Schloss FelsNach dem Weinskandal (1985) hat die Spar Österreichische Warenhandels-AG 1986 das Weingut der Gebrüder Grill im niederösterreichischen Fels am Wagram samt den dazugehörigen Weingärten erworben. Mit 100 Hektar Ertragsfläche zählt das Weingut Schloss Fels heute zu den größten Weingütern Österreichs. 2024 wurden 14 Millionen Euro an Investitionen in Gebäude und Technik getätigt. Das Weingut bewirtschaftet über 110 ha Weingärten mit 350.000 Rebstöcken. 2021 wurden 13 Millionen Liter Wein und Spirituosen ausgeliefert.
Interspar-BäckereiDie Spar-Tochter Interspar betreibt in Österreich acht Handwerksbäckereien, die regional unterschiedliche Brot- und Gebäcksorten produzieren. Die rund 350 Mitarbeitenden produzieren 150 verschiedene Brot-, Gebäck-, Kuchen- und Mehlspeisen-Sorten, die an die 70 Interspar-Hypermärkte, zahlreiche Spar- und Eurospar-Märkte sowie in die Länder der Spar-Österreich-Gruppe geliefert werden.

## Spar-Eigenmarken
Die Spar-Österreich-Gruppe vertreibt rund 30 Eigen- und Exklusivmarken. Unter anderem sind dies:
- TANN (Frischfleisch und Wurstprodukte)
- REGIO (Kaffee)
- SPAR Qualitätsmarke (verschiedenste Lebensmittel)
- SPAR PREMIUM (Premium-Lebensmittel)
- SPAR Natur*pur (Bio-Lebensmittel)
- SPAR Vital (gesunde Lebensmittel, entwickelt mit Ernährungsexperten)
- SPAR Veggie (vegetarische und vegane Lebensmittel)
- SPAR free from (Lebensmittel für Menschen mit speziellen Ernährungsbedürfnissen)
- S-BUDGET (Lebensmittel, so günstig wie beim Diskonter)
- S-BUDGET MOBILE (Wertkartentarife für Mobiltelefone)
- DESPAR (italienische Spezialitäten)
- SPAR Feine Küche (Fertiggerichte)
- SPAR enjoy (Convenience-Produkte, Sandwiches)
- SPAR wie früher (alte Gemüse- und Obstsorten, traditionelle Produkte)
- SPAR BBQ (Lebensmittel zum Grillen)
- Weingut Schloss Fels (Wein und Spirituosen)
- Molly, Scotty und Fiffy (Tiernahrung)
- BEAUTY KISS (Körperpflege-Produkte)
- SUN KISS (Sonnenschutz)
- Lovely (Hygiene-Papier)
- Pamina (Damen-Hygiene)
- SPAR MediHelp
- Pascarel (Unterwäsche und Bekleidung)
- Rubin (Haushaltstextilien)
- Pretty Baby (Babybekleidung)
- Splendid (Putzmittel und Haushaltsreiniger)
- SIMPEX (Haushaltsartikel und Elektrogeräte)
- Barbecue (Griller und -Zubehör)
- New York (Reisebedarf)
- spar office (Bürobedarf)
- drive (Fahrradzubehör)
- megaspeed (Pflegeprodukte für Autos)
- SPAR Creative (Papier und Schreibwaren für Kinder)

## Auszeichnungen
Spar Österreich ist als Unternehmen in den Branchen Einkaufszentren und Lebensmittelhandel Träger der österreichischen Staatlichen Auszeichnung.

## Kritik
Spar Österreich fasste 2015 eine Kartellstrafe von 30 Millionen und 2016 eine weitere von 10,21 Millionen Euro wegen verbotener Preisabsprachen aus. Beide Strafen zusammen entsprechen knapp einem Viertel des 2014 erwirtschafteten Nettogewinns von 168,2 Millionen Euro. Die 30-Millionen-Strafe war bis dahin die höchste gegen ein Unternehmen in Österreich verhängte. Der damalige Spar-Chef Gerhard Drexel (Sohn von Firmenmitbegründer Luis Drexel) wurde zudem wegen eines Verstoßes gegen das Arbeitszeitgesetz zu einer Geldstrafe von 52.730 Euro verurteilt. Dieses Urteil wurde später aufgehoben und Drexel stattdessen im November 2016 zu 120 Stunden gemeinnütziger Tätigkeit in einer Einrichtung für Behinderte, Kinder und Jugendliche oder Obdachlose verpflichtet.